# Combate de Culpina
El combate de Culpina fue un enfrentamiento menor librado a comienzos de 1816 entre una fuerza realista y un destacamento patriota enviado a cubrir la retirada del Ejército rioplatense auxiliar del Alto Perú, y del norte en general.

## Desarrollo
Durante la retirada del ejército patriota de la Tercera expedición auxiliadora al Alto Perú tras su derrota en la Batalla de Sipe-Sipe (29 de noviembre de 1815), su comandante el general José Rondeau despacho al entonces sargento mayor Gregorio Aráoz de Lamadrid para que al frente de escasos hombres se uniera al caudillo José Vicente Camargo, líder de la Republiqueta de Cinti que operaba con sus guerrillas indígenas en la altipampa que se abre desde San Lucas, Acchilla, Santa Helena, Incahuase hasta Culpina. Sus órdenes consistían en recoger dispersos de Sipe-Sipe, y tratar de levantar una fuerza organizada que hostigara el flanco izquierdo del ejército realista para impedir o demorar su avance hacia el sur.
La posición de Lamadrid se encontraba cerca del río Pilcomayo, sobre cuya margen izquierda apoyándose en la sierra de Santa Helena se encuentran los ingenios azucareros de Culpina, entre dos cerros a cuyo pie se desarrolla una planicie de unos 5 km de largo por dos y medio de ancho. En uno de los ingenios, propiedad de Camargo, organizó su caballería en un escuadrón, que denominó Húsares de la Muerte, formándolos en dos compañías al mando del teniente Mariano García y del oficial Adanto Cinteño. Sin más oficiales que esos dos y otro que había rescatado de una cárcel en Chuquisaca, ascendió al sargento mendocino José Martín Ferreyra, que más tarde llegaría al rango de general. Contaba por todo armamento con 22 sables y 12 tercerolas. 
Pronto, se fueron sumando dispersos del ejército, combatientes de las republiquetas y algunos voluntarios de Cinti, por lo que reunió en su escuadrón 80 hombres bien montados, 40 infantes del línea y dos partidas de 16 dragones que avanzó sobre el río de San Juan.
Rápidamente informado del movimiento, a mediados de enero de 1816, el comandante realista Joaquín de la Pezuela envió al regimiento N° 1 del Cuzco al mando del brigadier Antonio María Álvarez.
Al tener noticias del avance de las tropas de Antonio Álvarez por el camino de Potosí, fuerte en 500 infantes y 150 de caballería, Lamadrid se aprestó a la lucha. 

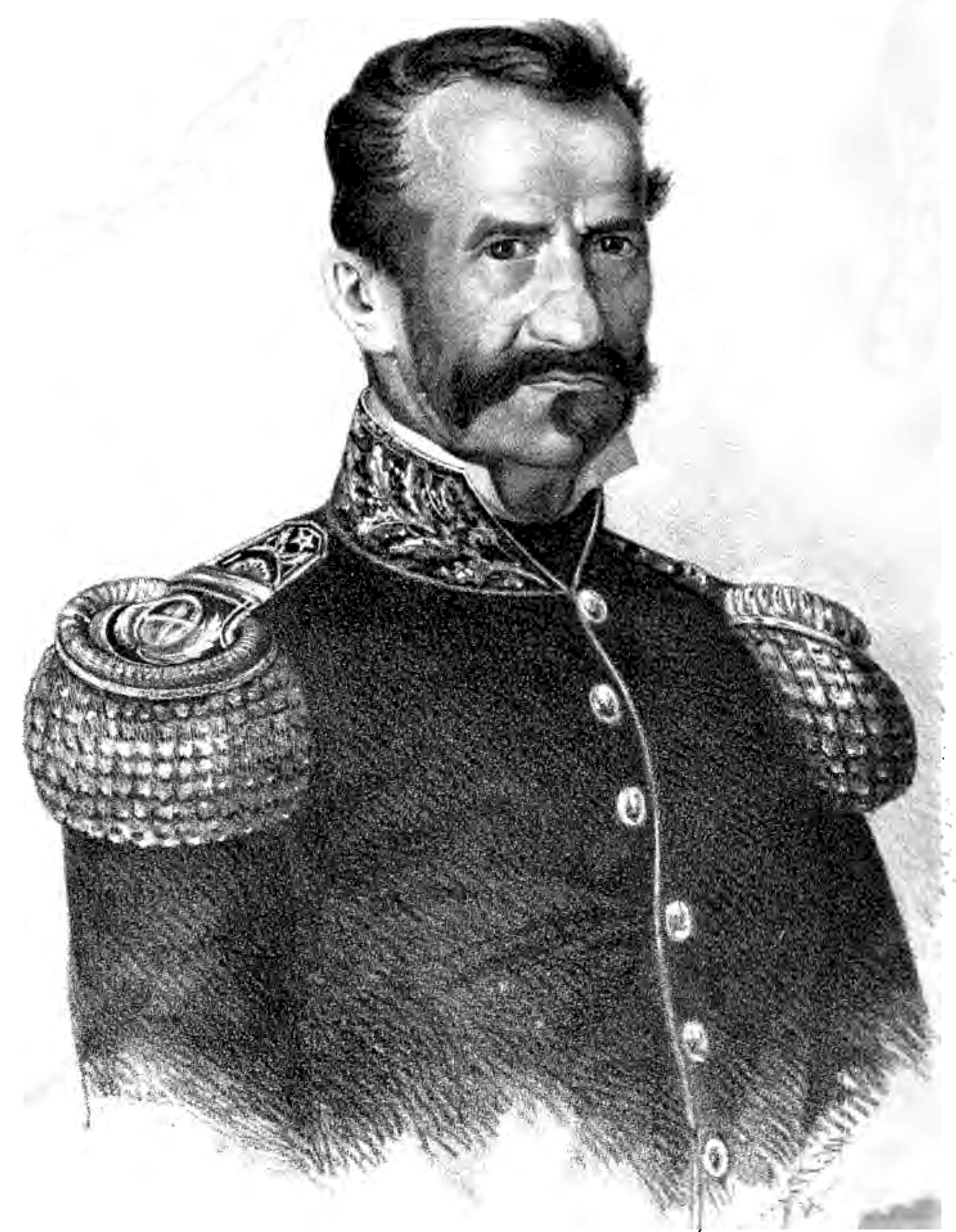
General Gregorio Aráoz de Lamadrid.

Advertido por sus vigías en los cerros, el 31 de enero de 1816 dispuso su escasa tropa en la planicie, a la derecha la infantería, en formación dispersa de tiradores, a la izquierda 16 jinetes y al centro a su mando directo el resto de sus fuerzas, 64 hombres, mientras los hombres de Camargo se desplegaban en los cerros vecinos lejos del fuego adversario pero también de la acción.
Álvarez apareció sobre el este de la posición y formó en columna desplegando dos agrupaciones de caballería protegiendo sus flancos y una guerrilla de infantería a vanguardia. Lamadrid había dado órdenes a sus hombres de simular una retirada pero tras la primera descarga realista, su infantería arrojó sus armas y dejó el campo, por lo que cargó entonces con 10 jinetes para cubrir su ala izquierda. La línea realista continuó avanzando y, ya a tiro eficaz de fusil, hizo una segunda descarga que produjo algunas bajas entre los patriotas.
El comandante patriota efectuó una carga de caballería al frente del grueso de su escuadrón, pero la primera línea realista mantuvo su posición, puso rodilla en tierra y caló bayonetas. La carga se detuvo y la caballería patriota se replegó dejando 5 muertos y retirando 7 heridos del frente. Lamadrid efectuó una nueva carga seguido sólo de sus escoltas los soldados José Santos Frías (puntano), Gregorio Jaramillo (salteño) y Juan Manzanares (correntino) y otros cinco hombres, quienes recibidos con una descarga ineficaz atravesaron la línea. Lamadrid, ligeramente herido por un golpe de fusil, se retiró hacia el oeste y levantó una bandera, señal de reunión, consiguiendo en pocos minutos reconstruir su escuadrón. Álvarez, pensando que los patriotas ocuparían un cerro vecino, se lanzó en columna para anticiparlo, pero Lamadrid cayó sobre sus bagajes, defendidos por una guardia causándole bajas.
Álvarez contramarchó rápidamente con sus hombres consiguiendo salvar del exterminio a su guardia, pero Lamadrid lo cargó en dos grupos, García por el flanco izquierdo y él mismo por el derecho. La caballería realista desmontó y formó con la infantería dejando libres sus caballos que huyeron. La caballería patriota sin chocar con la infantería se corrió por los flancos. La fusilería realista mató al caballo de Lamadrid quien quedó a pie haciendo frente espada en mano a los realistas. Fuera por respeto a su valor o por desear capturarlo con vida, salió de las filas realistas la orden de suspender el fuego y no matarlo. Esa breve demora fue aprovechada por sus escoltas que lo rescataron sobre sus caballos.
Lamadrid rehízo nuevamente su escuadrón y tras enviar órdenes a las partidas del río San Juan de reunírsele, avanzó nuevamente sobre las tropas realistas que tras reunirse en uno de los cerros, se posesionaban de la casa principal del ingenio, pero la llegada de la noche impidió un nuevo combate.
El 1 de febrero una tormenta impidió las acciones. El 2 de febrero los realistas faltos de víveres y municiones se retiraron rumbo a Cinti, seguidos por los cerros por 300 indígenas de Camargo armados de hondas y algunos infantes de Lamadrid, y por el cerro de la izquierda por el mismo Lamadrid con su escolta y 12 tiradores. Ese día en el combate de Uturango la división realista fue completamente derrotada: Lamadrid efectuó una primera emboscada en la quebrada causando numerosas bajas y en un segundo estrechamiento los hombres de Camargo hicieron caer una lluvia de piedras sobre la apretada columna realista, momento en el cual la caballería de Lamadrid cayó sobre su retaguardia completando la victoria. Los sobrevivientes marcharon a Santiago de Cotagaita y tras recuperarse, pasaron a acantonarse en Moraya y Mojo.
Separándose de Camargo, y tras ocupar Cinti, Lamadrid se retiró en dirección a Tarija y finalmente a San Salvador de Jujuy, llegando al cuartel general en esa ciudad al frente de 150 hombres, base de los Húsares de Tucumán.

Exmo. Sr.

El 16. del corrte. tube el honor de anunciar á V. E. la victoria que consiguieron nuestras armas él 31. del pasado 2 y 3. del presente en las inmediaciones de Yuquina, bajo la direccion de los brabos Comandtes. Madrid y Camargo, sobre él primer Regimiento Real, al mando de su corl. Brigadier Dn. Antonio Maria Alvarez. Entonces transcribí á V. E. la comunicacion del Teniente Corl. D. Francisco Uriondo, al Coronel Mayor D. Juan José Fernandez Campero, refiriéndose á la noticia del Tente. Gobr. de Tarija. Mas estando yá en mi poder los partes circunstanciados de aquellos mismos, creo un deber avisar á V. E. por Extraordinario la confirmacion de este Triunfo enérgico, cuyos pormenores interesantes he hecho extractar por la brebedad del tiempo, omitiendose uno ú otro detall, que excita poco nuestra curiosidad y atencion. Por ellos se penetraría V. E. de la energía, y entusiasmo de estos brabos Defensores del suelo Patrio, que abriendo la puerta á calculos más lisongeros, han hecho el primer ensayo de la nueba Campaña. Su resultado no solo recomienda su mérito, sino que convence del acierto de mis providencias á él hacerlos ocupar unas posiciones á mi retirada, que estando en contacto con mi Exto. franqueasen la libre comunicacion hasta Santa Cruz, y la Costa. Por lo tanto no puedo menos que hacer de ellos particularmente todo el elogio que se merecen y transmitir á la noticia de V. E. en él Correo inmediato los nombres de muchos benemeritos Oficiales, y aun Paysanos, que distinguen aquellos para que V. E. conozca sus servicios, mientras yo por mi parte le he tributado los más reconosidos homenages.

Dios gue á V. Exa. ms. as. Quartel Gral en Guacalera Febo. 18 de 1816.—

Exmo. Sor—José Rondeau—Exmo. Sr. Director intno. del Estado.
Parte de Rondeau al gobierno

Al hacerse nuevamente cargo del Ejército del Norte el general Manuel Belgrano tuvo noticias de la acción y resolvió premiar a los participantes:

Respecto haberme representado el teniente coronel comandante de húsares de Tucumán, don Gregorio Aráoz de La Madrid el distinguido mérito que han contraído en Culpina Alejandro Ayrala, Anacleto Soria, Juan Teodoro Urueña, Bernardino Benencia, Ramón Salguero, Gregorio Jaramillo, Esteban Magallán, Juan Acosta, Santos Frías, Marcos Villarruel, Santiago Bracamonte, Juan Eugenio Silva, Pedro Pablo Bustos, José Mariano Reynoso, Esteban Olguín, Pedro José Carrizo y Bonifacio Romero, con más particularidad de los expresados Gregorio Jaramillo, Santiago Frías y Juan Manzanares, que lo libertaron arrojándose á sacarlo del poder de los enemigos en que hubiera caído, y el denodado Juan Acosta, que a caballo, entró sable en mano sobre los enemigos, mezclándose entre ellos; vengo en concederles á Jaramillo, Frías y Manzanares las plazas de sargentos de húsares, con el título de sargentos de Culpina, y al predicho Acosta, de sargento de a caballo, y á todos los demás una cinta blanca, con la inscripción "Culpina" de letras celestes, que deberá ponerse en los ojales de la chaqueta del lado del corazón, mientras adelantando sus méritos con nuevas proesas, se tengan el ya contraído presente, para condecorarlos con mayores distinciones y afianzarles una subsistencia propia de tan buenos servidores de la Nación. Tucumán, marzo 2 de 1817.
Manuel Belgrano

Una calle del barrio de Flores en la ciudad de Buenos Aires recuerda el combate. Una estación ferroviaria en el Departamento Deseado, Provincia de Santa Cruz, lleva el nombre Estación Jaramillo en recuerdo de uno de los héroes de la jornada. La calle Jaramillo, en el barrio de Saavedra, recuerda también a Gregorio Jaramillo, héroe de la batalla de Culpina del 31 de enero de 1816.
Tarija sería recuperada nuevamente por los realistas el 5 de abril.